# 真人快打：魔蝎的复仇
《真人快打：魔蝎的复仇》，是2020年美国华纳兄弟出品、Studio Mir制作，由Ethan Spaulding執導，Patrick Seitz 等人配音的动画电影，该电影主要讲述的是《真人快打系列》中，第一部的故事，续集《王国的战争》于2021年8月31日发布。

## 剧情
在日本的一个村落中，某日傍晚，波佐之半藏和儿子在观看蝎子正如何的应对蚂蚁群。并且在途中，波佐之半藏还告诉自己的儿子有关于蝎子的精神。
随后在他们回家的时候，他们却意外的遇到了林奎教的袭击，结果波佐之半藏以及其家人全部被林奎教的队长绝对零度以及其部下杀死。
随后，不甘心就这么死去的波佐之半藏来到了地狱，成为了亡灵，并在这之中遇到了拳痴，在拳痴的蛊惑下，波佐之半藏决定和其合作，并改名为蝎子。并且拳痴还要求蝎子去参加一场绍康举办的比赛，说是拿到邪神席诺科的护身符一类的东西，并且他还假装和比赛的主办人尚宗合作，所以他认为比赛一定能获胜。
与此同时，由于来自魔族的绍康已经赢了九场比赛（因为神族定了一个规定，如果一个世界的人想要占领另一个世界的，则需要举行比赛，如果赢了十场比赛，则获胜的一方可以占领比赛失败一方的世界。）于是上古之神雷电决定召集合适的人来赢的比赛，从而阻止绍康入侵人类世界。
随后，经过自己的调查，他发现了士兵索尼娅、明星乔尼·凯奇，以及刘康，他认为这些人可以去参加比赛。于是他决定让这些人去参加真人快打比赛。
在比赛之前，索尼娅还意外的看到了自己的上司贾克斯，他们曾一起抓捕逃犯卡诺。当她看到贾克斯被抓，并且还当众被戈洛扯断双臂，所以她对此自然是非常的难过，并且发誓一定会救出自己的上司。
而最初乔尼·凯奇以为比赛这种事情这只是个剧本，但是通过之后一系列的经历，他这才意识到了危险，并且和刘康等人击败了彼此的对手。
并且在比赛中，刘康等人遇到了蝎子，虽说蝎子并不愿意和刘康等人为伍，不过他还是帮助刘康等人击败了袭击他们的人。
而就在这个时候，绝对零度因为不满卡诺对刘康等人的偷袭，所以他出现了，但是当他看到蝎子要向自己寻仇的时候，他却倍感意外。
随后，当绝对零度和蝎子一起争斗，并一起摔下山崖，而就在这个时候拳痴忽然出现了，他嘲笑蝎子软弱，并且还说出，之前是自己假扮成绝对零度，并杀死了波佐之半藏的家人。
听到这些后的蝎子自然是很愤怒，于是他便决定亲手手刃这个欺骗自己的仇人。
与此同时，在索尼娅等人的努力下，他们终于救下了贾克斯，并在救下贾克斯的途中，击倒了卡诺以及莫塔罗。
接着，等到比赛进入了尾声之前，在拳痴和尚宗观看刘康和戈多格斗的时候，原本拳痴想毒死尚宗，但是尚宗却抢先一步发现了这些事情，并且还用法术将其控制。
而正当戈洛快要击败刘康的时候，蝎子出现了，他先是杀死了戈洛，并以认输的方式来让刘康等人获胜，从而阻止绍康入侵人类世界。
不过在这之前，他原本想杀死尚宗，然后在杀拳痴，但是却因为一些原因而被雷电阻止了，于是蝎子决定暂时放过尚宗，转而把复仇的矛头放到了拳痴的身上。
接着，当拳痴看到蝎子似乎是想要杀自己，于是以尚宗消失，他们所在的小岛会毁灭来劝降蝎子和其合作，但是蝎子这次却没有同意，他杀死了拳痴，并和即将毁灭的小岛一起消失在了刘康等人的面前……
不过，虽说这次的比赛胜利的人类世界的人，但是刘康等人却清楚，还有更大的困难在等待着他们……
而绍康知道了比赛失败后，于是决定亲自出手……

## 配音员
- Jennifer Carpenter ：索尼娅
- Joel McHale ： 乔尼·凯奇
- Ike Amadi ：贾克斯
- Steve Blum：绝对零度（避寒）
- Artt Butler ： 尚宗, 林奎杀手
- Darin De Paul ：拳痴
- Robin Atkin Downes ：卡诺 、辛诺科
- Grey Griffin：波佐之半藏的儿子、吉塔娜
- Dave B. Mitchell ：雷神、林奎战士
- Kevin Michael Richardson ：戈洛
- Jordan Rodrigues：刘康
- Patrick Seitz ：蝎子/波佐之半藏
- Fred Tatasciore as Demon Torturer、绍康
- Eric Bauza ：达菲鸭(客串)

## 備註
1. ↑  . 17 January 2020  [2021-10-04]. （原始内容存档于2020-01-18）.
2. ↑  . 2020-01-28  [2021-10-04]. （原始内容存档于2021-11-12）.